# Upaljač
Upaljač je sprava koja služi za stvaranje iskre ili plamena. Sastoji se od metalnog ili plastičnog spremnika ispunjenog tekućinom (najčešće plin, benzin), kao i izvora paljenja (kremen ili električna iskra). Postoje upaljači koji se mogu nadopunjavati plinom i kojima je moguće mijenjati kremen, ali najpopularniji su upaljači koji se jednostavno bacaju kada potroše plin.
Upaljači najčešće služe za paljenje cigareta, cigara, lula, plina ili bilo čega drugog što je zapaljivo.

## Poveznice
- Šibice